# Акъярское водохранилище
Акъярское водохранилище (баш. Аҡъяр һыуһаҡлағысы — от названия села Акъяр) — крупнейшее водохранилище в Зауралье Башкортостана. Объём — 49,4 млн м³. Расположено в Хайбуллинском районе, у села Акъяр. Создано запруживанием реки Ташлы. Введено в эксплуатацию в 2002 году.

## Назначение
Комплексное:
- регулирование весеннего стока реки Ташла;
- защита от паводка села Акъяр;
- рекреационное: база отдыха, санаторий, палаточный городок, домик рыбака и охотника;
- рыборазведение: карась, лещ, окунь, щука, плотва;
- орошение;
- водоснабжение (создание гарантированного источника водообеспечения).

Развит туризм, рыболовство.

## Основные параметры водохранилища
1. Площадь зеркала при НПУ — 743 га;
2. Объём:
  - полный — 49,40 млн м³;
  - мёртвый объём — 0,207 млн м³;
3. Длина водохранилища — 9,40 км;
4. Глубина водохранилища:
  - максимальная — 16,00 м;
  - средняя — 6,60 м;
5. Срок заиливания мёртвого объёма — 20 лет;
6. Расчётный напор — 15 м;
7. Земляная плотина:
  - расчётная высота — 17,80 м;
  - отметка гребня — 330,30 м (БС);
  - длина по гребню — 2 282,00 м;
  - ширина по гребню — 10,00 м;

Строительство объекта и его эксплуатация — «Башмелиоводхоз».
На грунтовой плотине Акъярского водохранилища основным элементом контроля фильтрации как в самом сооружении, так и в основании являются пьезометры, образующие пьезометрическую сеть из наблюдательных скважин.